# Sotoserrano
Sotoserrano es un municipio y localidad española de la provincia de Salamanca, en la comunidad autónoma de Castilla y León. Se integra dentro de la comarca de la Sierra de Francia. Pertenece al partido judicial de Béjar y a la Mancomunidad Sierra de Francia.
Su término municipal está formado por un solo núcleo de población, ocupa una superficie total de 57,69 km² y según los datos demográficos recogidos en el padrón municipal elaborado por el INE en el año 2017, cuenta con una población de 590 habitantes.

## Geografía

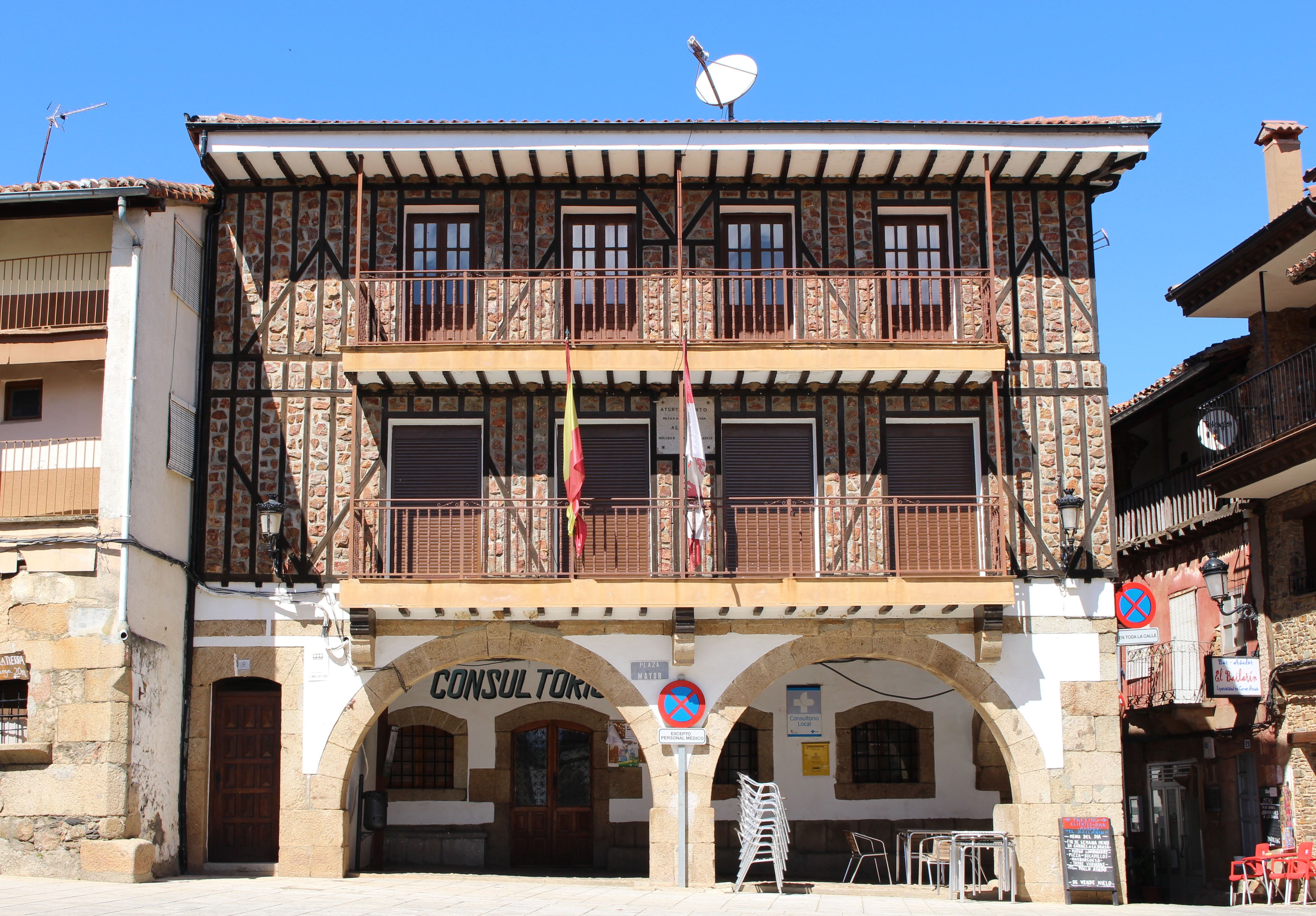
Casa consistorial

Sotoserrano o El Soto, enclavado en el Parque natural de Las Batuecas-Sierra de Francia, junto a la unión de tres ríos; Alagón, Cuerpo de Hombre y Francia. Es el pueblo de la provincia menos elevado, 508 metros sobre el nivel del mar. Disfruta durante todo el año de un clima suave mediterráneo.
Situado en la Sierra de Francia Baja, a 99 km de su capital, Salamanca, guarda una riqueza paisajística de una belleza indudable, gracias a la flora y fauna que atesora. Regado por arroyos como el Servón o el Ríomalo, la Fuente del Pardo, los Molinos y la Vega de Francia, lugar ideal para los amantes de la naturaleza. 
Su casco urbano guarda evidentes encantos, con una arquitectura típicamente serrana. Barrio y Plaza del Castillo, con su torre del reloj, la iglesia de Nuestra Señora de la Asunción, y la ermita del Humilladero. En la actualidad es uno de los pueblos más pujantes de la Sierra. Su clima permite el cultivo de árboles frutales, como el naranjo y el cerezo. También tiene importancia la vid y el olivo. En Sotoserrano se mezclan modernidad y tradición.
| Noroeste: Madroñal                | Norte: Cepeda                      | Nordeste: Miranda del Castañar y Pinedas |
| Oeste: Herguijuela de la Sierra   |                                    | Este: Colmenar de Montemayor             |
| Suroeste: Caminomorisco (Cáceres) | Sur: Zarza de Granadilla (Cáceres) | Sureste: Valdelageve y Lagunilla         |

### Naturaleza

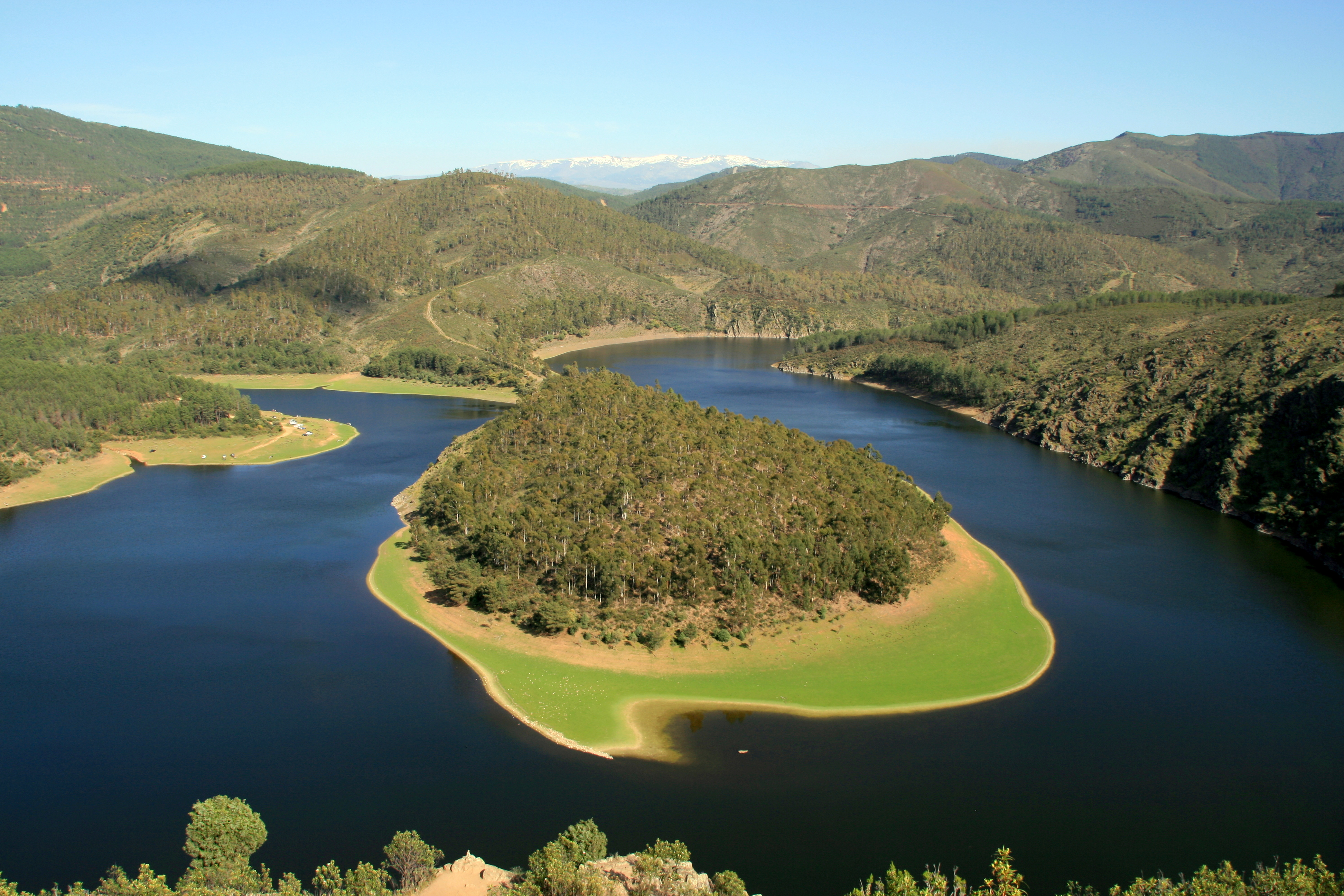
Meandro del Melero, visto desde Las Hurdes, Cáceres

La localidad se haya enclavada en un entorno privilegiado, el Parque natural de Las Batuecas-Sierra de Francia, rodeada de una vegetación exuberante formada por cerezos, olivos, pinos, acebos, robles y madroños. Pueden realizarse varios recorridos senderistas, cicloturistas o mediante piragua.
El 4 de marzo de 2017 fue inaugurada la Ruta de los Tres Ríos, ruta senderista de una longitud de 8,4 km de carácter circular cuya dificultad es baja y accesible a todos los públicos. En su recorrido podremos disfrutar de espacios naturales declarados Reserva de la Biosfera que nos llevará a través de los ríos Alagón, Francia y Cuerpo de Hombre.
Al sur de la localidad nos encontramos con el meandro del Melero (o Meandro Melero) formado por el río Alagón y que delimita las provincias de Salamanca y Cáceres. La mejor vista del meandro se obtiene desde el mirador de la Antigua (Riomalo, Cáceres) desde el cual se observa la isla de Romerosa (Sotoserrano, Salamanca).

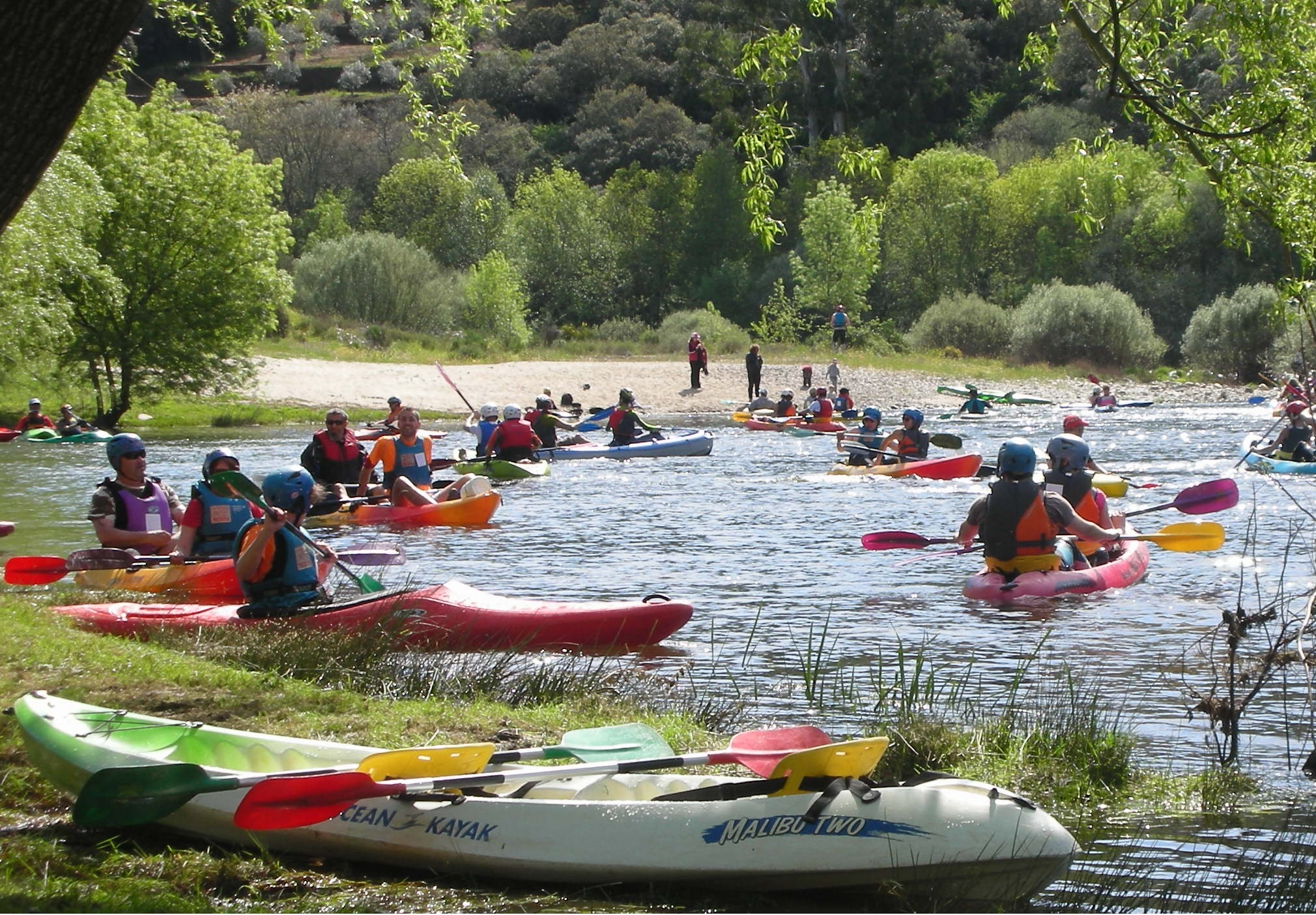
Piragüismo

Se pueden encontrar en su término municipal una gran variedad de especies animales, como el jabalí, cabra montesa, buitre leonado, venados, corzos, jineta, pato silvestre, etc.

### Clima

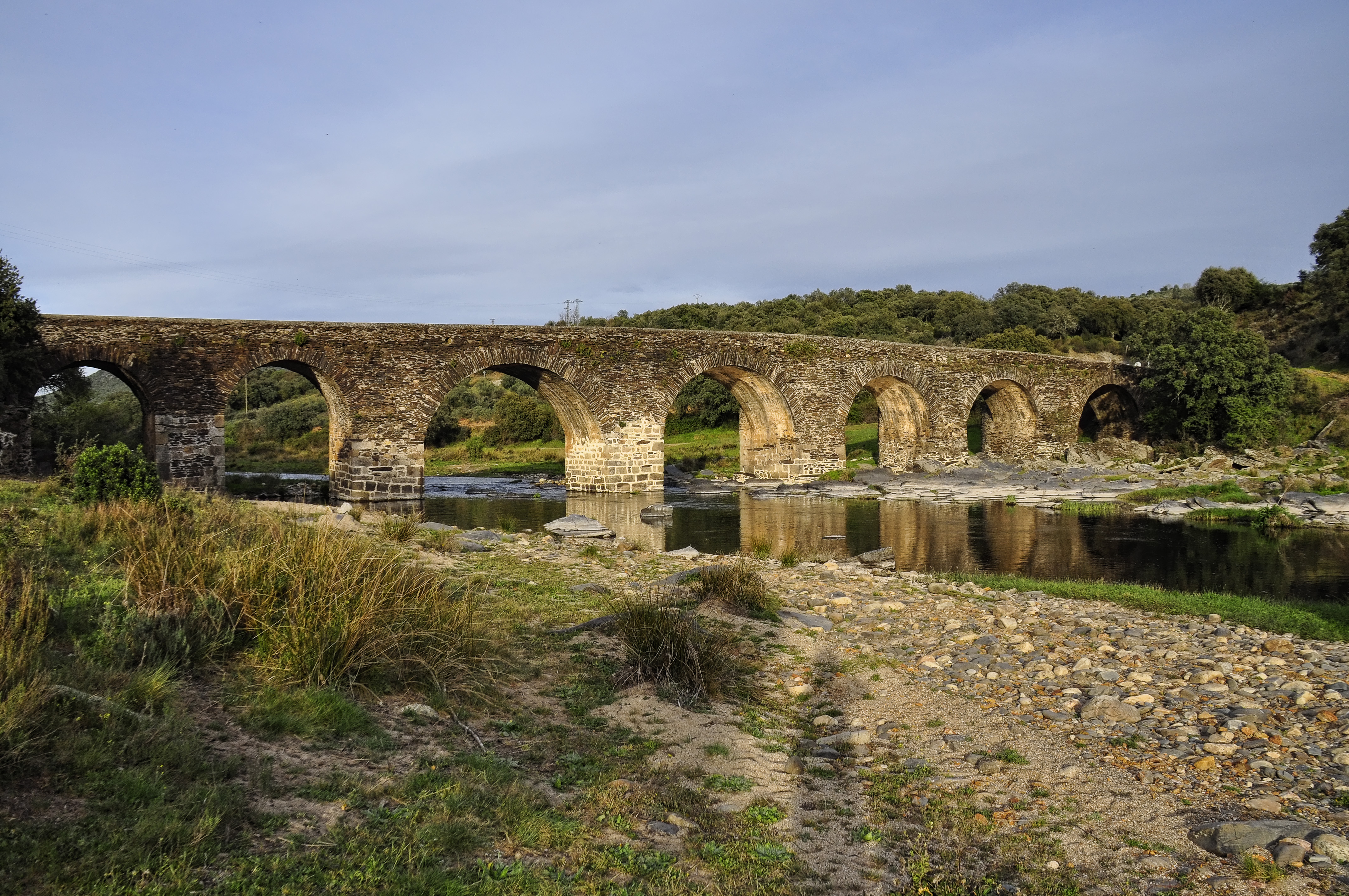
Puente sobre el río Alagón

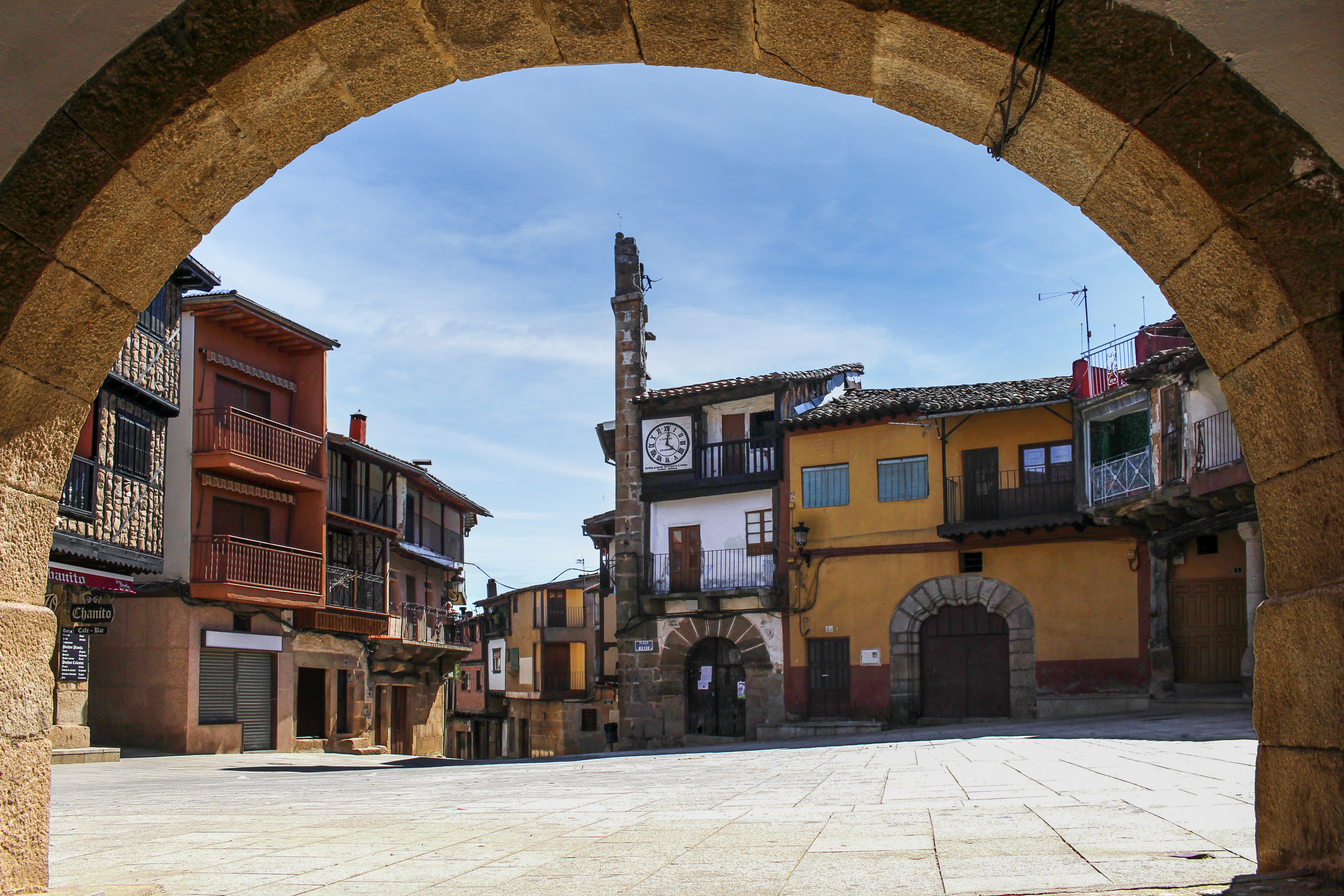
Plaza Mayor

Sotoserrano tiene un clima mediterráneo Csa (templado con verano seco y caluroso) según la clasificación climática de Köppen.
| Parámetros climáticos promedio de Sotoserrano en el periodo 1964-1992 | Parámetros climáticos promedio de Sotoserrano en el periodo 1964-1992 | Parámetros climáticos promedio de Sotoserrano en el periodo 1964-1992 | Parámetros climáticos promedio de Sotoserrano en el periodo 1964-1992 | Parámetros climáticos promedio de Sotoserrano en el periodo 1964-1992 | Parámetros climáticos promedio de Sotoserrano en el periodo 1964-1992 | Parámetros climáticos promedio de Sotoserrano en el periodo 1964-1992 | Parámetros climáticos promedio de Sotoserrano en el periodo 1964-1992 | Parámetros climáticos promedio de Sotoserrano en el periodo 1964-1992 | Parámetros climáticos promedio de Sotoserrano en el periodo 1964-1992 | Parámetros climáticos promedio de Sotoserrano en el periodo 1964-1992 | Parámetros climáticos promedio de Sotoserrano en el periodo 1964-1992 | Parámetros climáticos promedio de Sotoserrano en el periodo 1964-1992 | Parámetros climáticos promedio de Sotoserrano en el periodo 1964-1992 |
| Mes | Ene.                                                                  | Feb.                                                                  | Mar.                                                                  | Abr.                                                                  | May.                                                                  | Jun.                                                                  | Jul.                                                                  | Ago.                                                                  | Sep.                                                                  | Oct.                                                                  | Nov.                                                                  | Dic.                                                                  | Anual                                                                 |
| --- | --------------------------------------------------------------------- | --------------------------------------------------------------------- | --------------------------------------------------------------------- | --------------------------------------------------------------------- | --------------------------------------------------------------------- | --------------------------------------------------------------------- | --------------------------------------------------------------------- | --------------------------------------------------------------------- | --------------------------------------------------------------------- | --------------------------------------------------------------------- | --------------------------------------------------------------------- | --------------------------------------------------------------------- | --------------------------------------------------------------------- |
| Temp. media (°C) | 6.8                                                                   | 7.9                                                                   | 10.6                                                                  | 12.4                                                                  | 15.4                                                                  | 20.4                                                                  | 24.8                                                                  | 24.3                                                                  | 20.9                                                                  | 15.0                                                                  | 10.5                                                                  | 7.5                                                                   | 14.7                                                                  |
| Precipitación total (mm) | 156.8                                                                 | 142.8                                                                 | 75.0                                                                  | 98.7                                                                  | 94.6                                                                  | 45.1                                                                  | 16.4                                                                  | 18.8                                                                  | 59.3                                                                  | 117.9                                                                 | 133.4                                                                 | 159.7                                                                 | 1118.5                                                                |
| Fuente: Ministerio de Agricultura, Alimentación y Medio Ambiente. Datos de precipitación para el periodo 1964-1992 y de temperatura para el periodo 1971-1989 en Sotoserrano 8 de noviembre de 2012 |                                                                       |                                                                       |                                                                       |                                                                       |                                                                       |                                                                       |                                                                       |                                                                       |                                                                       |                                                                       |                                                                       |                                                                       |                                                                       |

## Historia

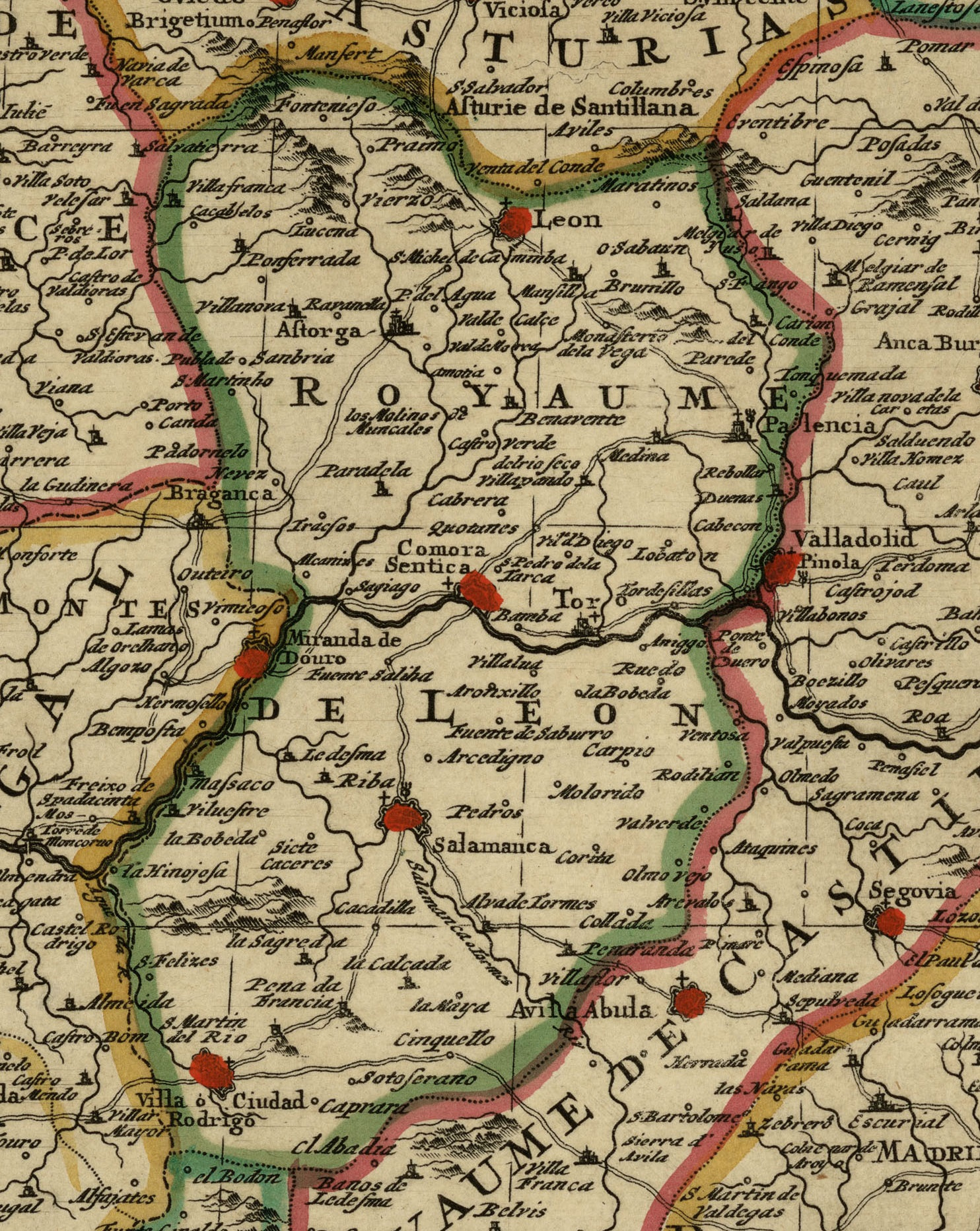
Detalle del mapa Carte Generale des Royaumes d'Espagne & de Portugal avec leurs principales divisions &c., realizado en 1705, en el que se puede observar Sotoserrano

### Prehistoria y Edad Antigua
En sus orígenes fue un castro prerromano (sus habitantes los vetones); quedando tal hecho atestiguado por restos arqueológicos encontrados en las orillas del Río Alagón que datan del paleolítico inferior. 
Durante la época romana llegaba hasta este lugar la Vía de la Plata, a través del Río Alagón. También formó parte del Camino de Santiago, tras el descubrimiento de la imagen de la Peña de Francia. Fue una de las principales vías de penetración musulmana.

### Edad Media
Se han hallado pizarras escritas, en el lugar llamado “Pedro Martín” de la época visigoda. (siglos VI y VII).

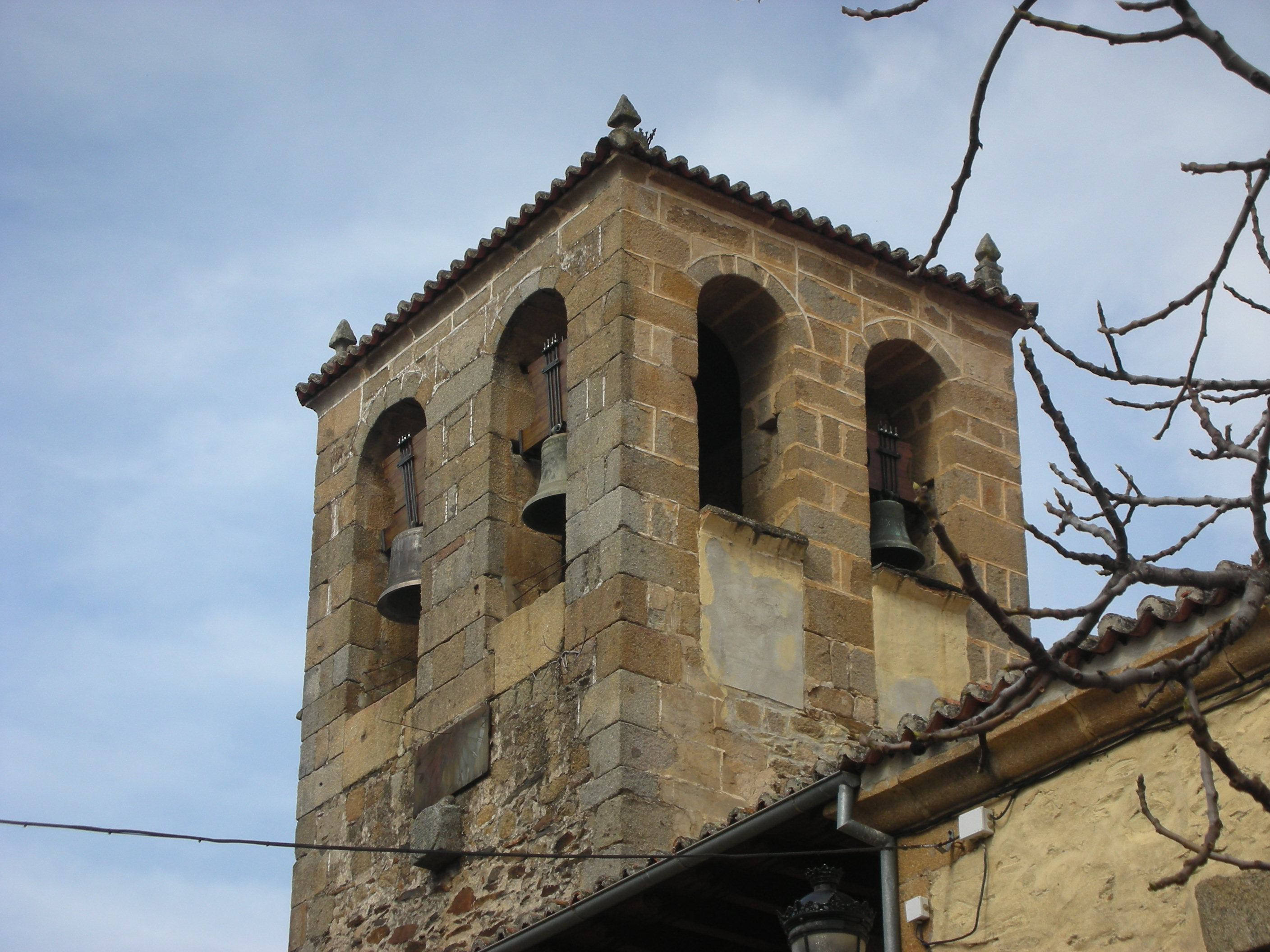
Detalle de la iglesia de la localidad

El rey Alfonso IX de León donó al Arzobispo de Compostela en el 1192, la iglesia, terrenos, pertenencias y ríos del Soto de Francia; de esta forma consolida el asentamiento y repuebla Sotoserrano, dada su idónea situación a orillas del Río Alagón; formando parte de su línea defensiva.
Es por Alfonso XI como lugares excelentes para la casa de osos.
También debió de existir alguna pequeña comunidad judía. A esta presencia hacen referencia lugares como la alquería de Martinebrón (Martín-Hebrón). Así mismo, existen documentos fechados en 1289 que mencionan el hecho de que judíos de Miranda prestaban dinero a vecinos de Sotoserrano. 
La iglesia de porte románico se encuentra integrada en el casco urbano.

### Edad Contemporánea
Vinculado a Extremadura en los siglos XVII y XVIII, con la creación de las actuales provincias en 1833, Sotoserrano quedó encuadrado en la provincia de Salamanca, dentro de la Región Leonesa.
En 1927 un incendio destruyó la totalidad del archivo de su Ayuntamiento; este hecho ha contribuido a la falta de datos históricos de la población.

## Demografía
Sotoserrano cuenta con una población de 513 habitantes (INE 2024).
| Gráfica de evolución demográfica de Sotoserrano entre 1842 y 2021                                                   |
| |
| Población de derecho según los censos de población del INE Población de hecho según los censos de población del INE |

Según el Instituto Nacional de Estadística, Sotoserrano tenía, a 31 de diciembre de 2018, una población total de 580 habitantes, de los cuales 307 eran hombres y 273 mujeres. Respecto al año 2000, el censo refleja 737 habitantes, de los cuales 385 eran hombres y 352 mujeres. Por lo tanto, la pérdida de población en el municipio para el periodo 2000-2018 ha sido de 157 habitantes, un 22 % de descenso.

## Cultura

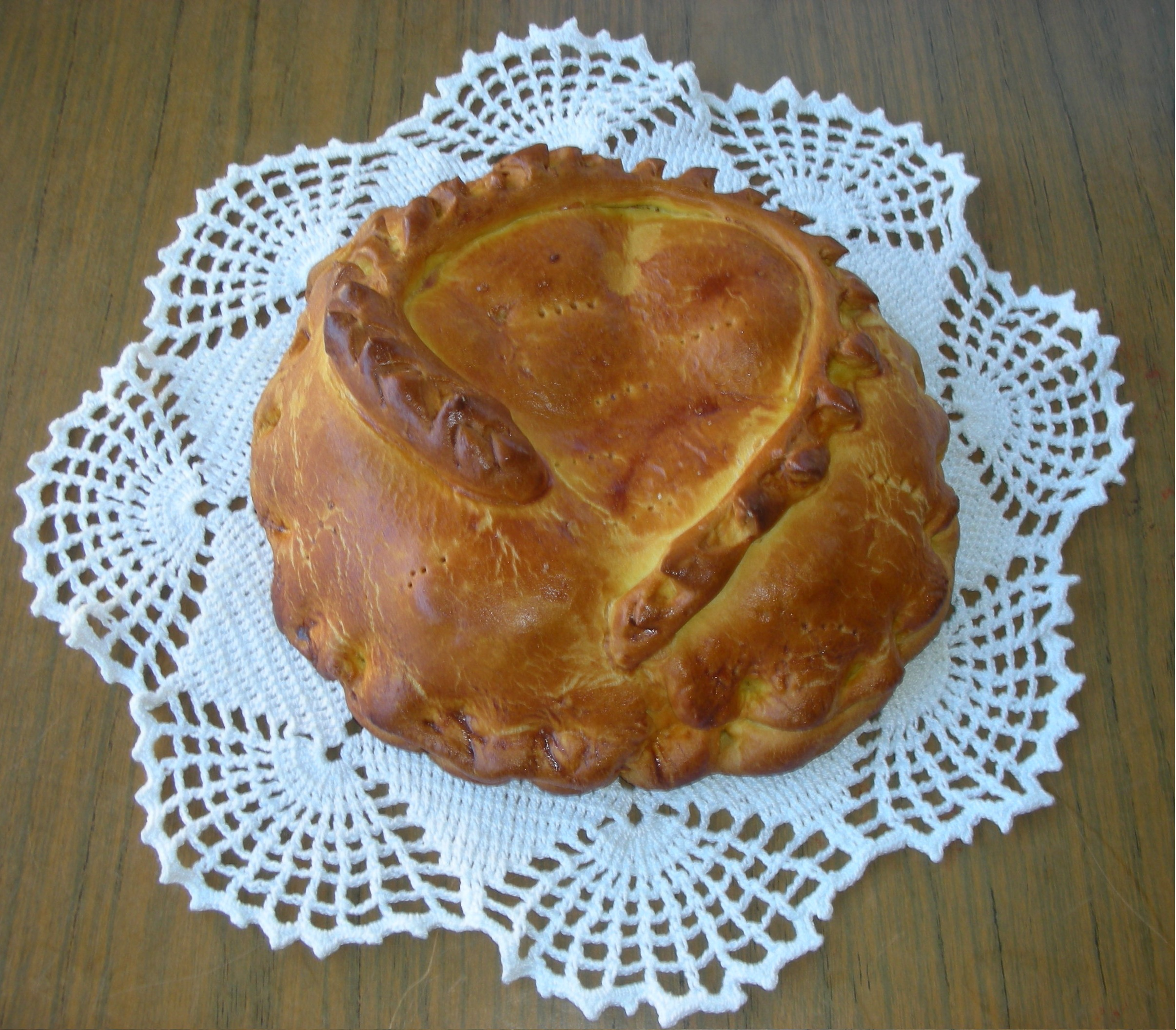
Hornazo

La Loa. Es una pequeña representación teatral que se representa el 31 de agosto durante las fiestas patronales de San Ramón. Enlaza con los autos sacramentales medievales que escenifican la confrontación permanente entre el bien y el mal.
El Judas. Durante la celebración de Semana Santa los mozos del pueblo fabrican un muñeco, relleno de paja, llamado “El Judas”, que durante la noche del Sábado Santo es colgado de una soga en el centro de la plaza; permanece durante el Domingo de Resurrección y, la tarde del Lunes de Pascua es volteado hasta que cae, para a continuación ser quemado en una hoguera.
La Aleluya. En Semana Santa es costumbre sacar el Domingo de Resurrección al Cristo Resucitado en procesión para que reencuentre con su Madre, en encuentro de ambos se sucede entre cánticos.
La Alborada. Se trata en una pequeña canción que amigos, vecinos y familiares canta a los novios la noche antes de los esposales; al término estos ofrecen a todos aquellos que han participado en la misma dulces y licores.
La Matanza. Primer sábado de febrero.La matanza es un rito que prácticamente se puede decir que ha desaparecido y por ello, como acto de recuerdo a lo que supuso, el Ayuntamiento de Sotoserrano organiza todos los años la Matanza Tradicional.
El Cristo Bendito. El cristo bendito también llamado Cristo del humilladero es una fiesta que se celebra el 14 de septiembre. No es tan multitudinaria como la fiesta mayor pero los soteños tienen una gran devoción al Cristo Bendito.

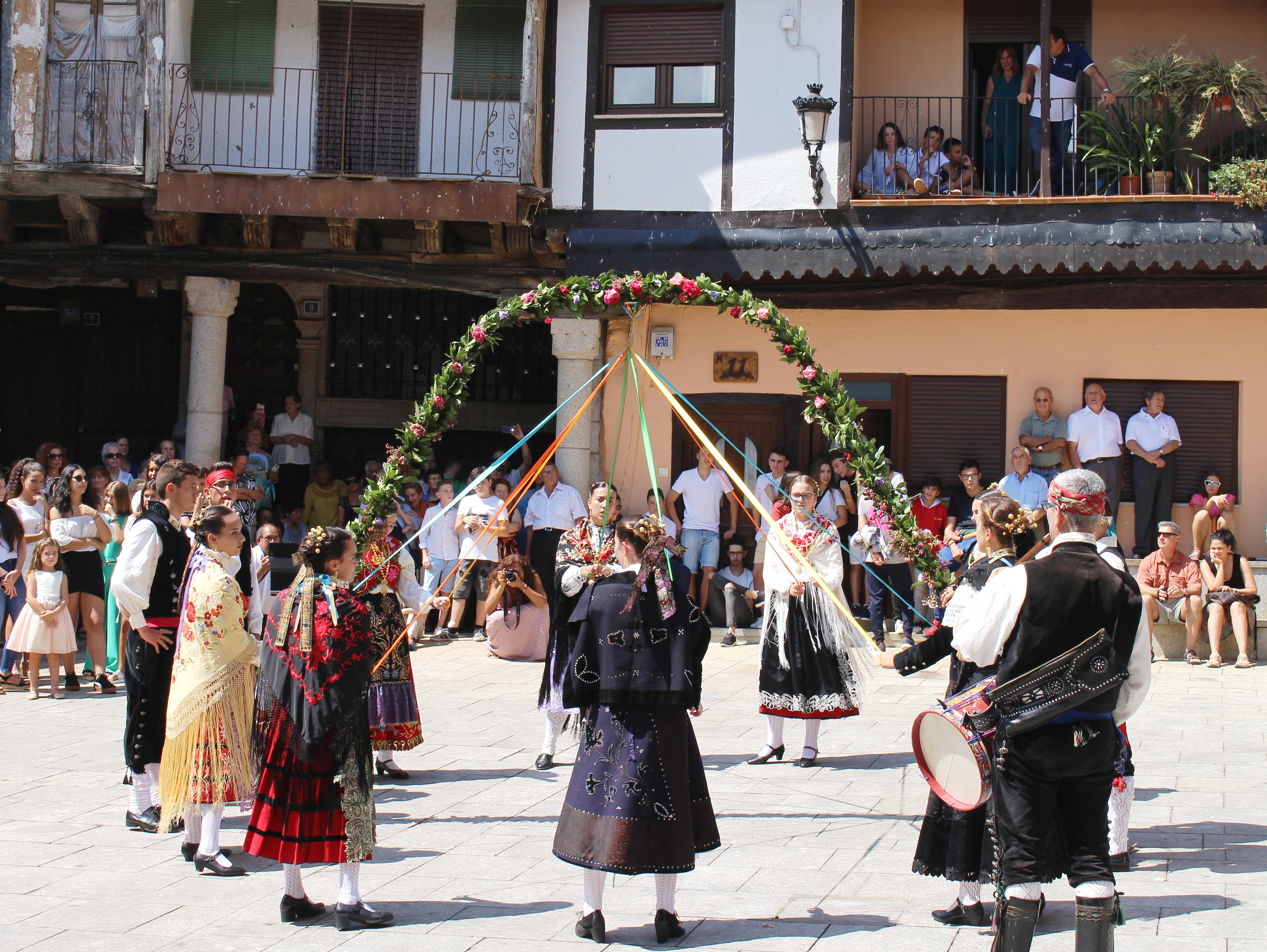
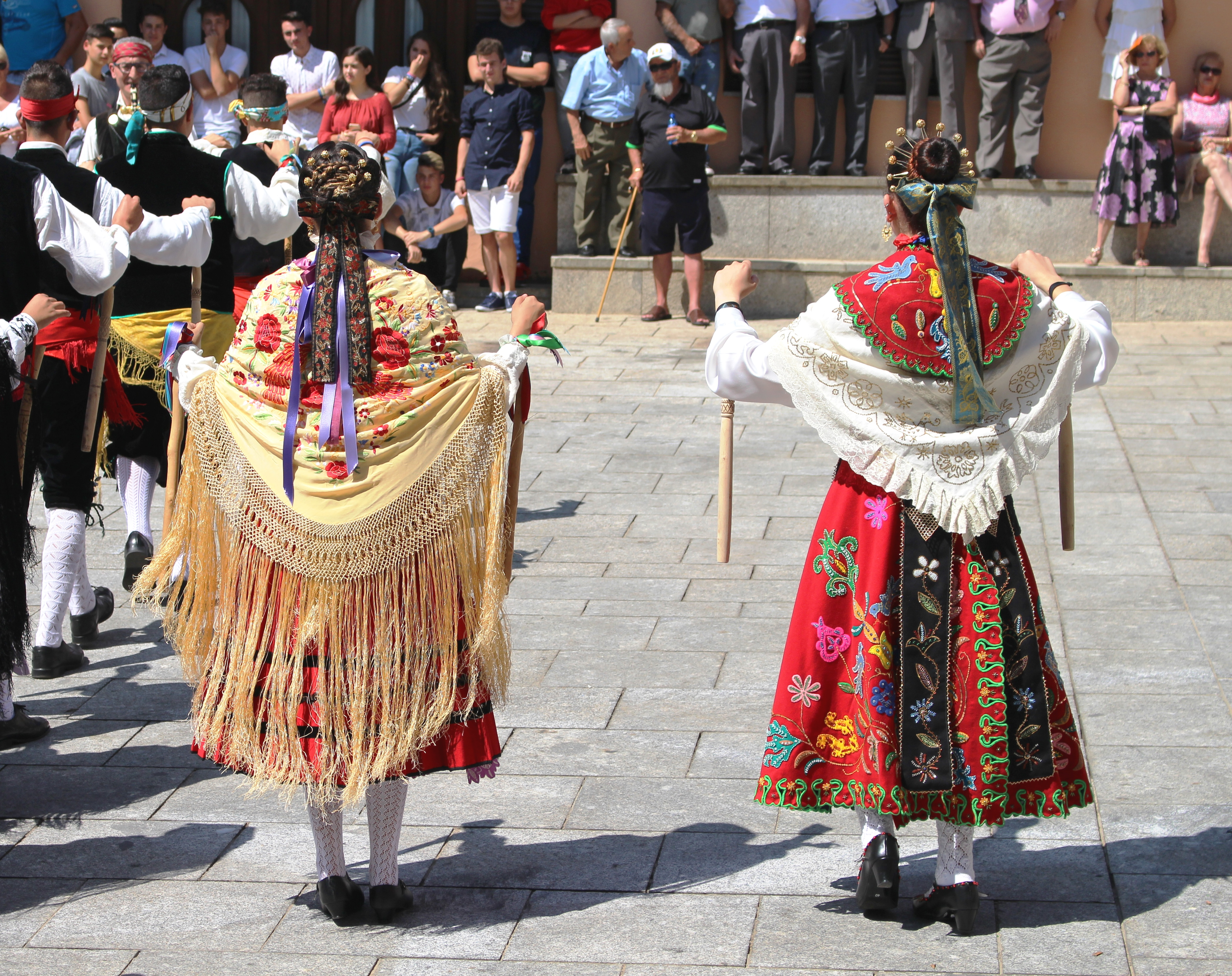
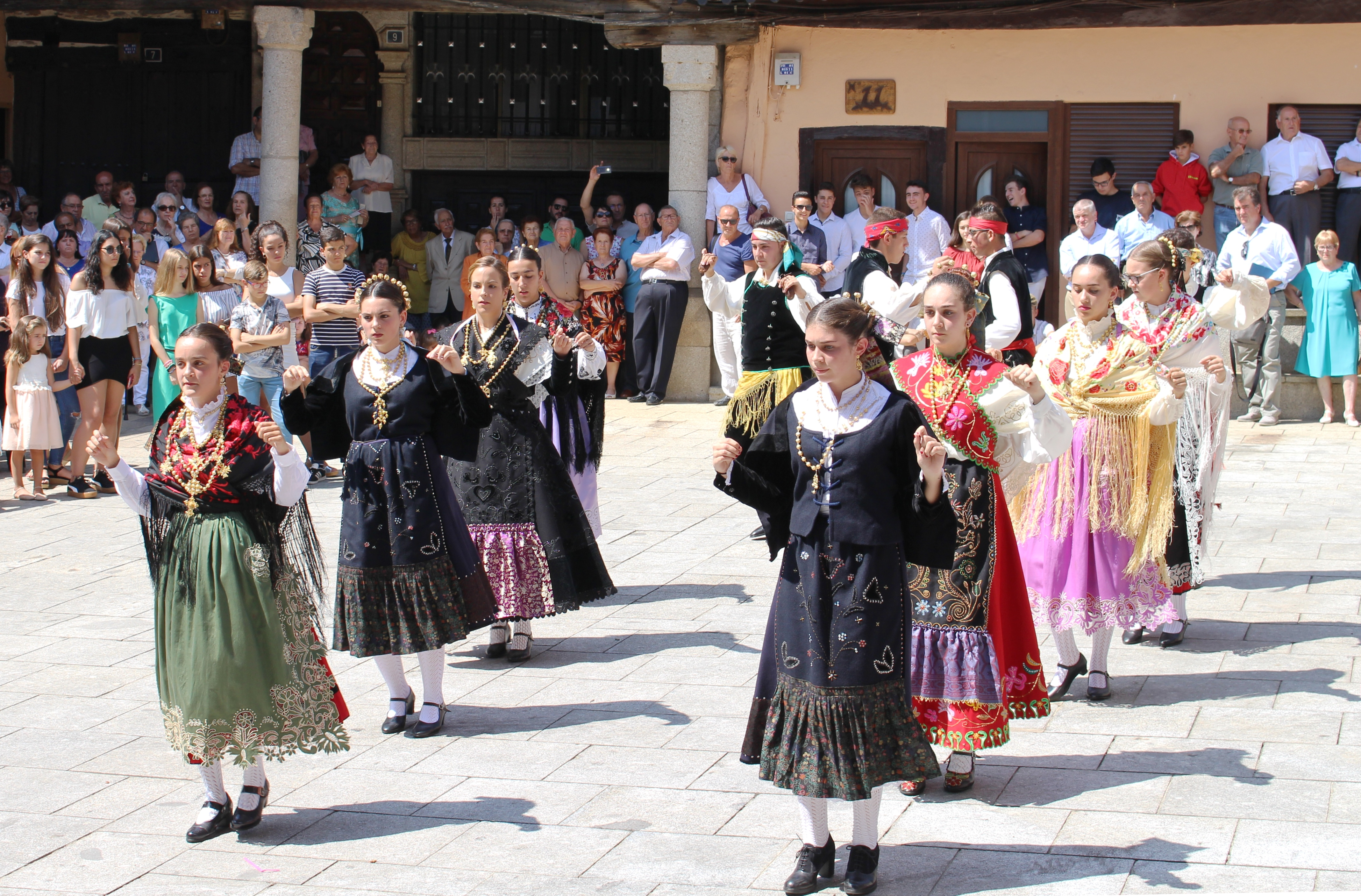

## Administración y política
| Partido político                         | 2023  | 2023  | 2023       | 2019  | 2019  | 2019       | 2015  | 2015  | 2015       | 2011  | 2011  | 2011       | 2007  | 2007  | 2007       | 2003  | 2003  | 2003       |
| Partido político                         | %     | Votos | Concejales | %     | Votos | Concejales | %     | Votos | Concejales | %     | Votos | Concejales | %     | Votos | Concejales | %     | Votos | Concejales |
| Partido Popular (PP)                     | 46,50 | 213   | 3          | 50,32 | 237   | 4          | 55,39 | 267   | 4          | 56,47 | 301   | 4          | 51,83 | 297   | 4          | 38,16 | 216   | 3          |
| Partido Socialista Obrero Español (PSOE) | 28,60 | 131   | 2          | 35,88 | 169   | 2          | 43,98 | 212   | 3          | 41,84 | 223   | 3          | 47,64 | 273   | 3          | 36,57 | 207   | 2          |
| Ciudadanos (CS)                          | —     | —     | —          | 13,16 | 62    | 1          | —     | —     | —          | —     | —     | —          | —     | —     | —          | —     | —     | —          |
| Izquierda Unida (IU)                     | —     | —     | —          | —     | —     | —          | —     | —     | —          | —     | —     | —          | —     | —     | —          | 24,73 | 140   | 2          |
| Vox                                      | 24,01 | 110   | 2          | —     | —     | —          | —     | —     | —          | —     | —     | —          | —     | —     | —          | —     | —     | —          |